# ニビオンノ
ニビオンノ（伊: Nibionno）は、イタリア共和国ロンバルディア州レッコ県にある、人口約3,600人の基礎自治体（コムーネ）。

## 地理

### 位置・広がり
レッコ県南西部のコムーネ。県都レッコから南西へ16km、コモから東南東へ16km、州都ミラノから北北東へ32kmの距離にある。

#### 隣接コムーネ
隣接するコムーネは以下の通り。COはコモ県、MBはモンツァ・エ・ブリアンツァ県所属。
- ブルチャーゴ
- カッサーゴ・ブリアンツァ
- コスタ・マズナーガ
- インヴェリーゴ (CO)
- ランブルーゴ (CO)
- ヴェドゥッジョ・コン・コルツァーノ (MB)

### 気候分類・地震分類
気候分類では、zona E, 2504 GGに分類される。
また、イタリアの地震リスク階級 (it) では、zona 3 (sismicità bassa) に分類される。